# 萨阿拉-德拉谢拉
萨阿拉-德拉谢拉通常简称为萨阿拉，是西班牙安达卢西亚自治区加的斯省的一个市镇。总面积72.48平方公里，2017年总人口1416人，人口密度19.54人/平方公里。
萨阿拉座落在一处陡峭山坡上，在这里可以远望附近的山谷和一座人工湖。这个小镇建筑的外墙几乎全是用白色粉刷，是安达卢西亚的“白色城镇”之一。其交通十分不便，目前只能驾驶汽车沿公路到达。
萨阿拉是一座旅游小镇，远足、登山、洞穴探险、皮划艇、骑马等活动很受欢迎。这里的城堡、教堂和市政厅等建筑在1983年被列为西班牙历史遗产。

## 名称
它的正式名称是“萨阿拉”（Zahara），不添加任何后缀。然而在一般性文件中，它常被添以“山”（Sierra）的后缀，以区别加的斯省南部巴尔瓦特市的一座村庄萨阿拉-德洛斯阿图内斯。
“萨阿拉”的名称与撒哈拉沙漠同源。在古葡萄牙语文献中记载为“sáfaro”，意为未开垦的土地，在古西班牙语中记载为“çafara”。

## 历史
萨阿拉镇历史悠久，至少在公元10世纪之前，这里一直是摩尔人的前哨基地。这里地势险要，易守难攻。如今，摩尔人城堡的遗迹依然保存完好。
大约在15世纪初，收复失地运动末期，大部分的穆斯林人放弃原来占有的城镇，离开了伊比利亚半岛。公元1481年的平安夜，属于伊斯兰穆斯林势力的格拉纳达王国进攻萨阿拉。驻扎该地的卡斯蒂利亚士兵被杀，居民被充当为奴隶。这次的行动为卡斯蒂利亚王国对格拉纳达的战争提供了借口。最终在1483年，萨阿拉被卡斯蒂利亚军队重新夺回。

## 人口
| 萨阿拉历史人口变迁     |
|                        |
| 来源：西班牙国家统计局 |

## 节日

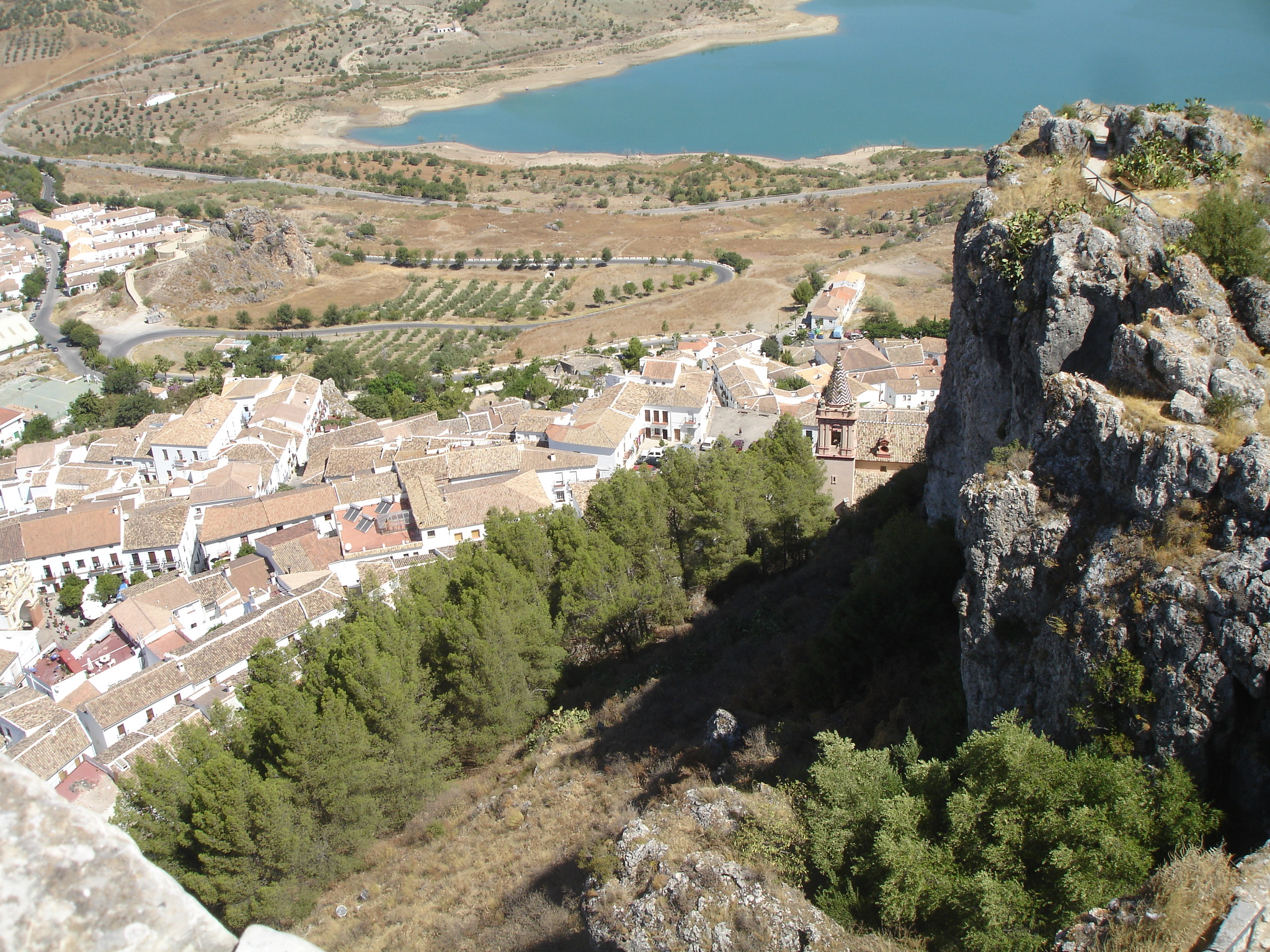
从山顶城堡俯视小镇

- 基督聖體聖血節：在每年春季举行，已有500多年的历史。[9]
- 萨阿拉纪念日：在每年10月的第3个周末举行，以纪念1483年10月28日萨阿拉重归卡斯蒂利亚王国。
- 狂歡節

## 政治
以下是萨阿拉历届市政选举结果统计：
- PSOE-A：安达卢西亚西班牙工人社会党
- PP：人民党
- P.A：安达卢西亚主义党（2015年解散）
- IULV-CA：绿色联合左翼－为了安达卢西亚呼声
- ADELANTE：前进安达卢西亚（选举联盟）

| 2015年5月24日市政选举 |      |         |      |
| 政党                  | 票数 | %       | 人数 |
| PSOE-A                | 522  | 56.62 % | 6    |
| P.A                   | 253  | 27,44 % | 2    |
| PP                    | 113  | 12.26 % | 1    |
| IULV-CA               | 17   | 1.84 %  | 0    |

| 2019年5月26日市政选举 |      |         |      |
| 政党                  | 票数 | %       | 人数 |
| PSOE-A                | 519  | 63.14 % | 6    |
| PP                    | 276  | 33.58 % | 3    |
| ADELANTE              | 8    | 0.97 %  | 0    |

## 图集

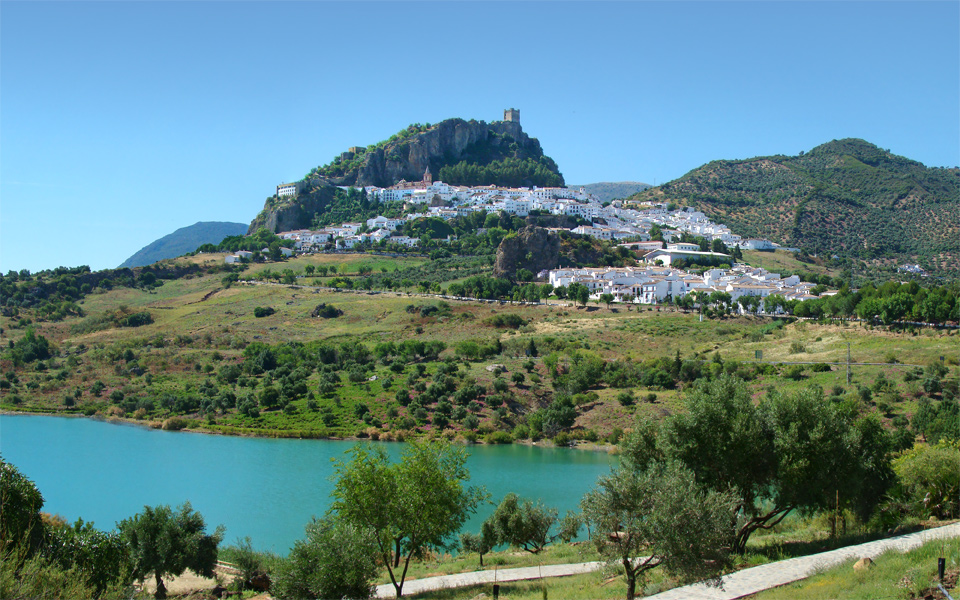
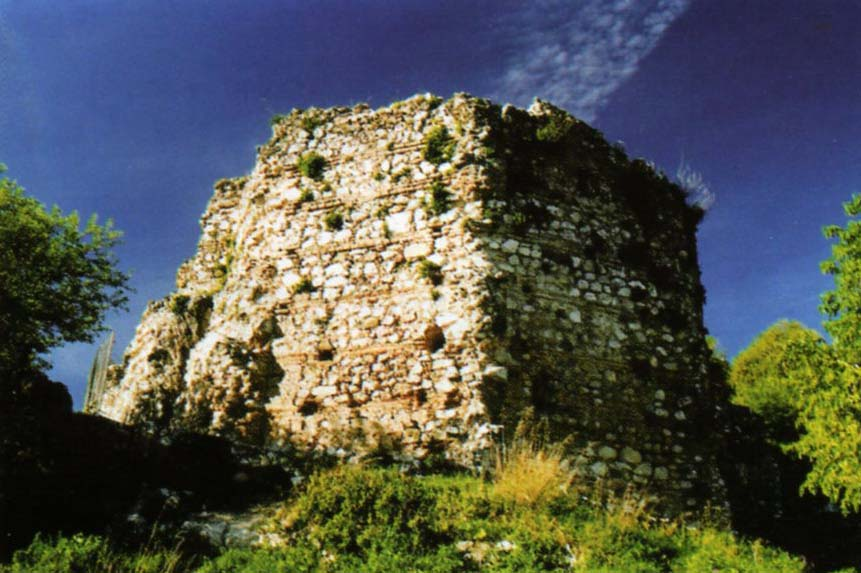
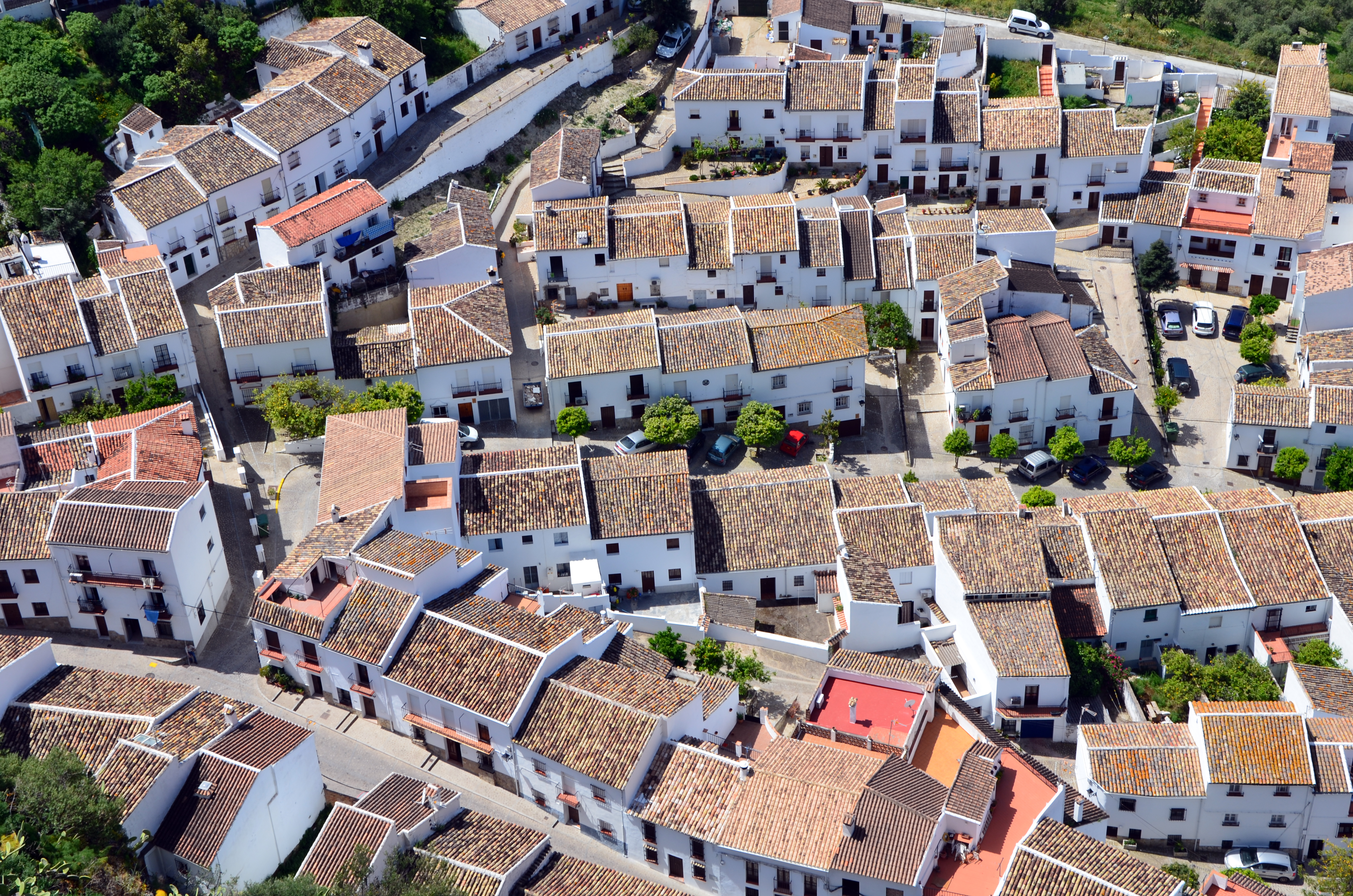
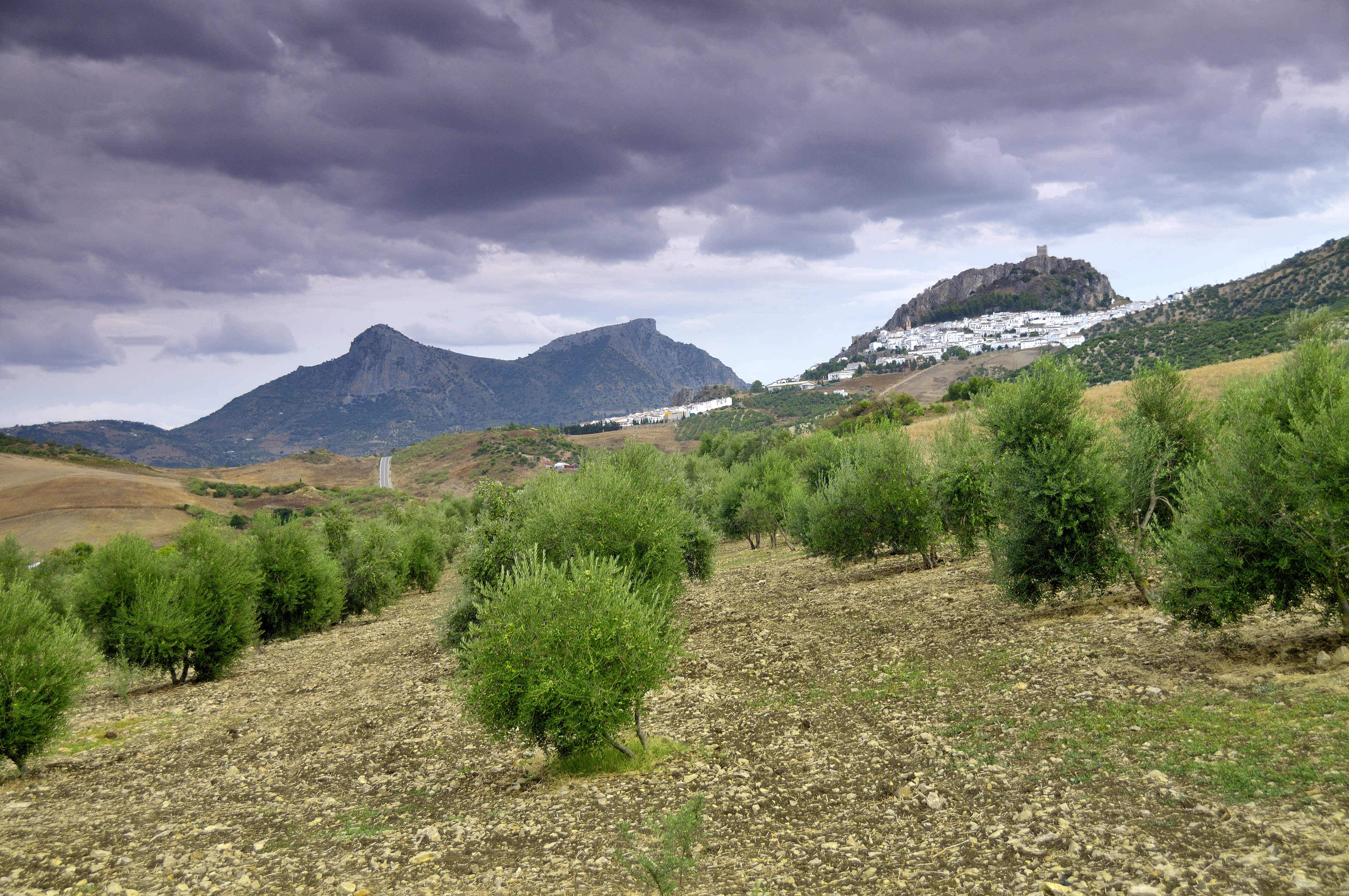

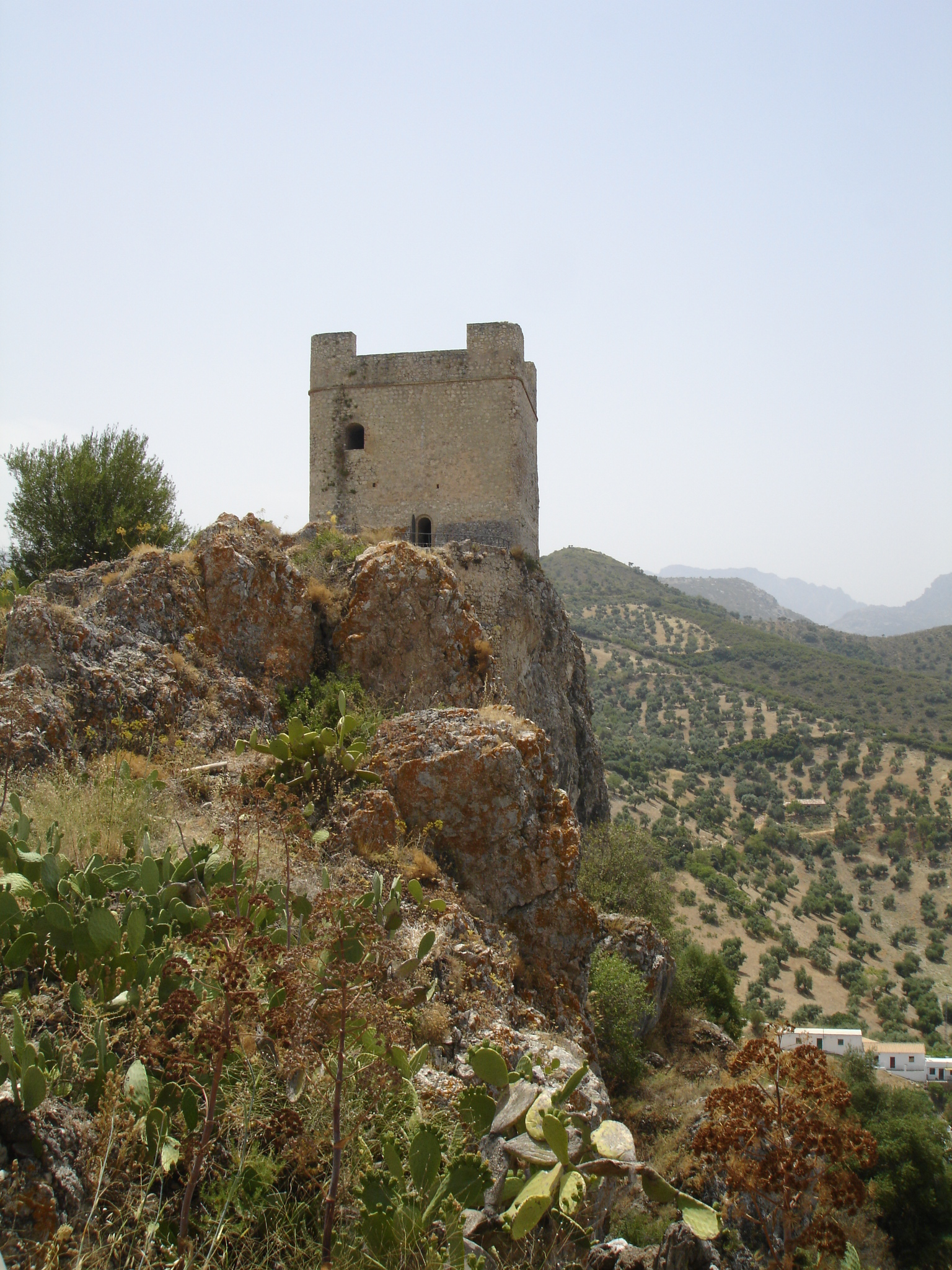
城堡
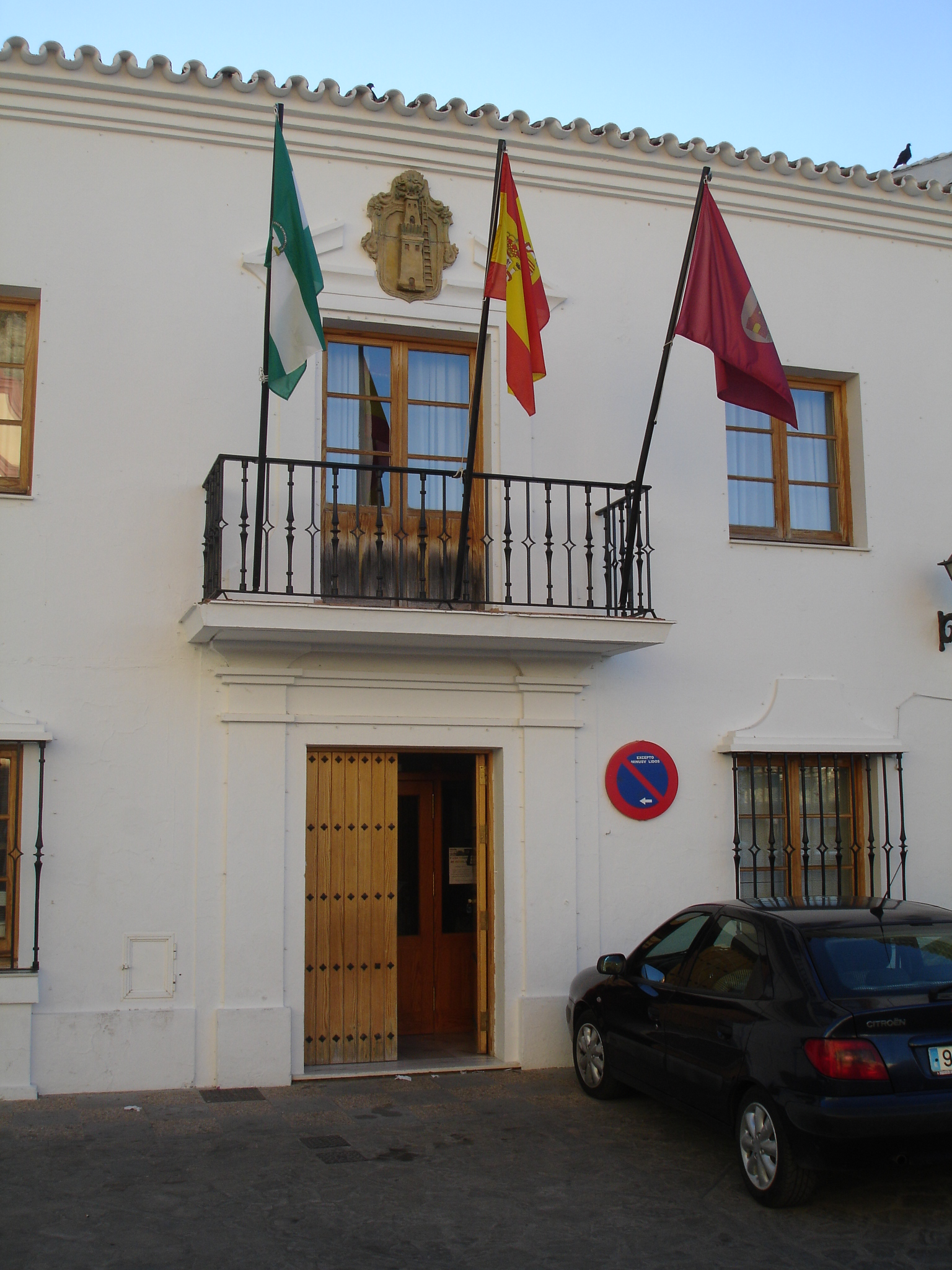
市政厅
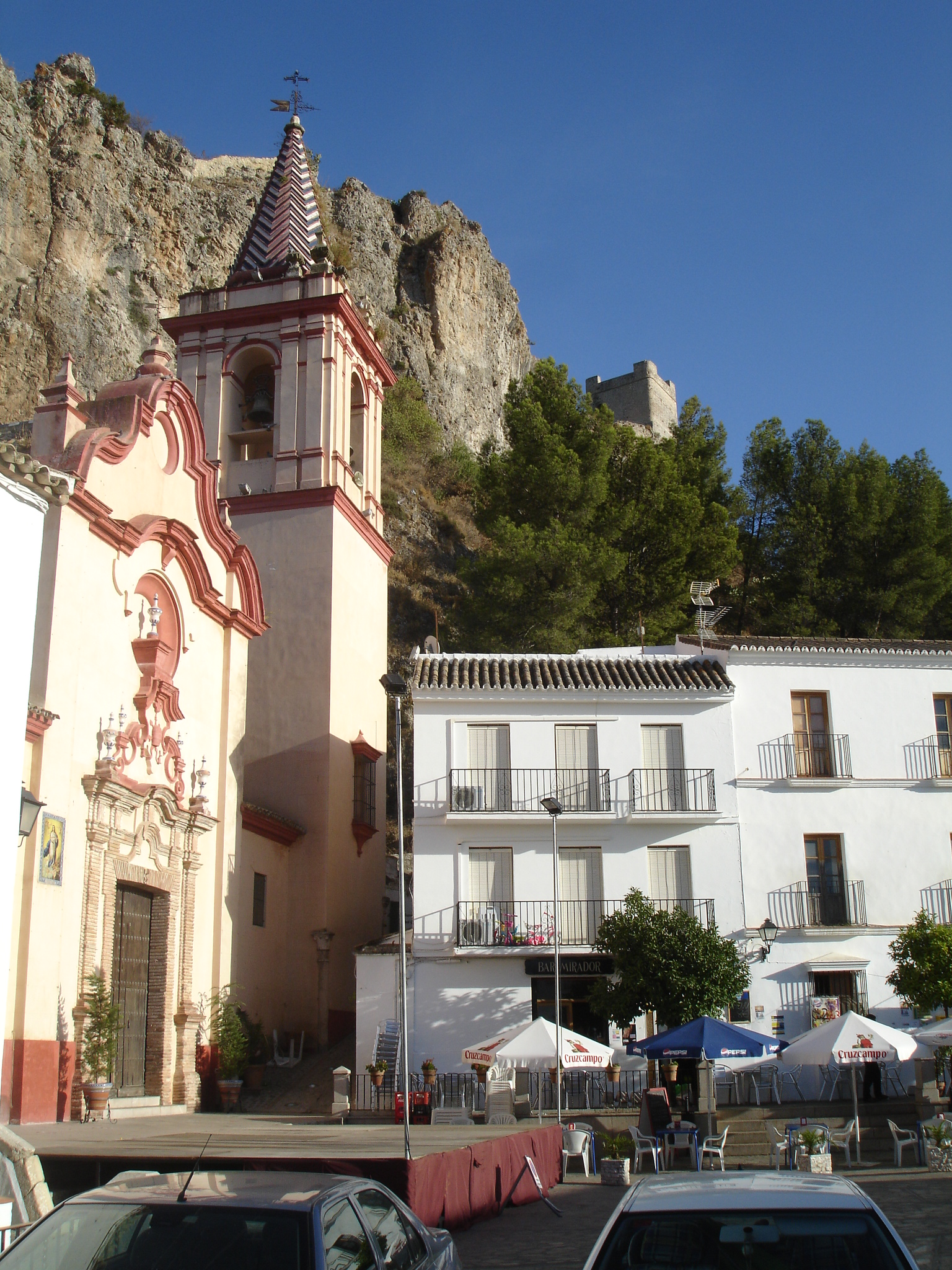
教堂
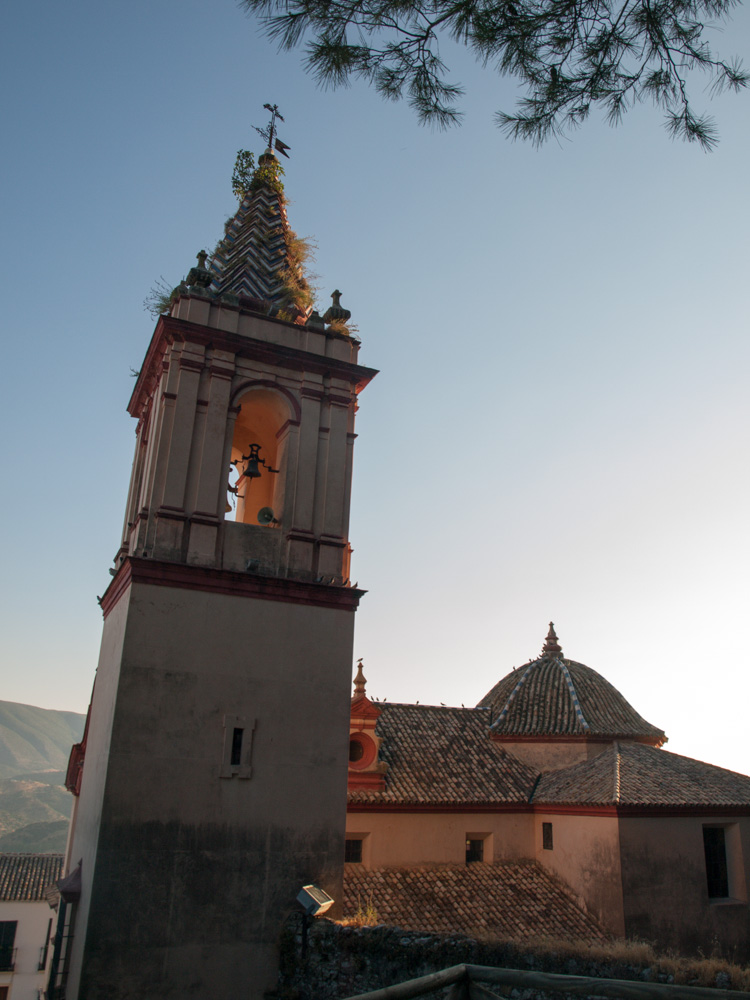
教堂
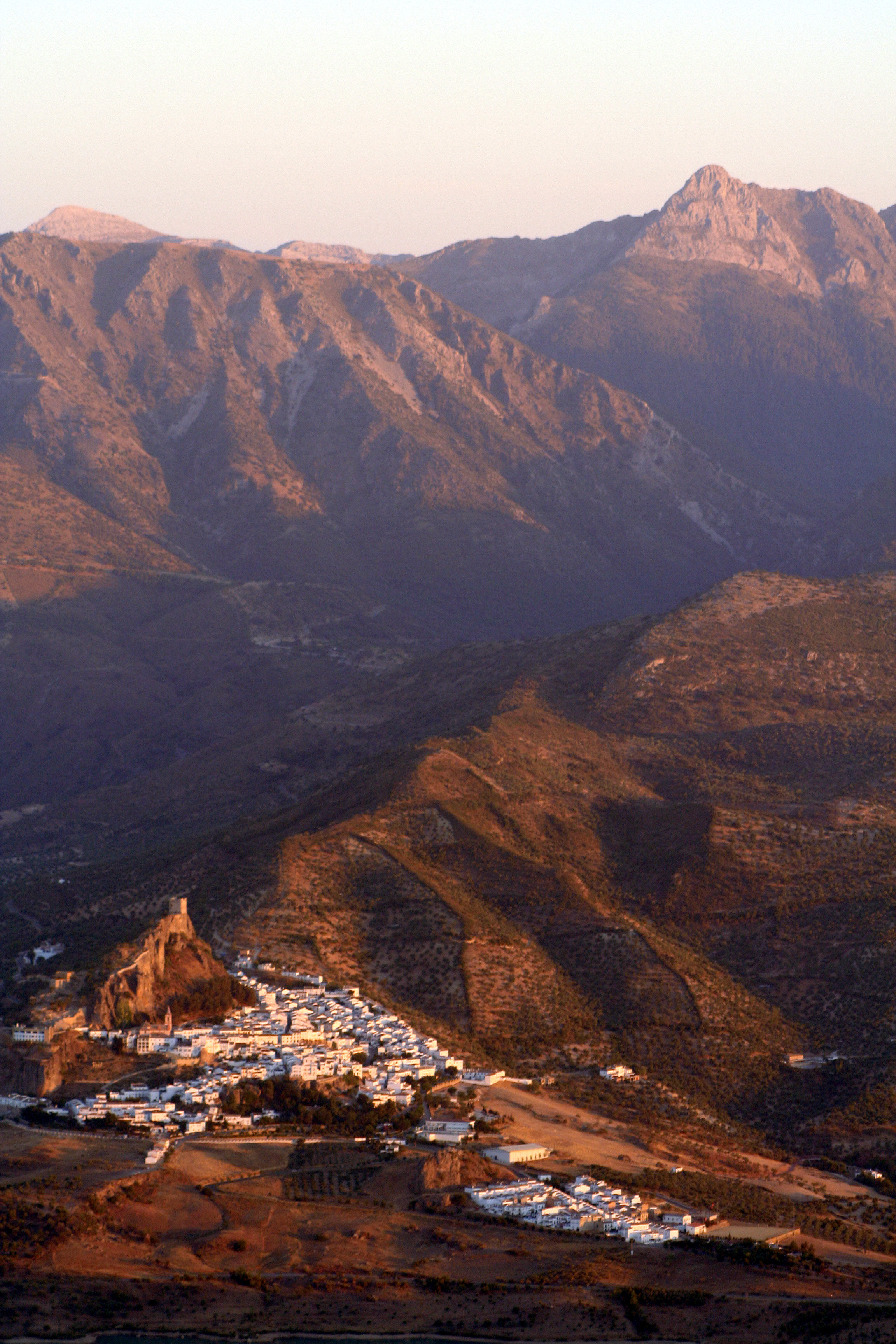
山谷